# Fotografía abstracta

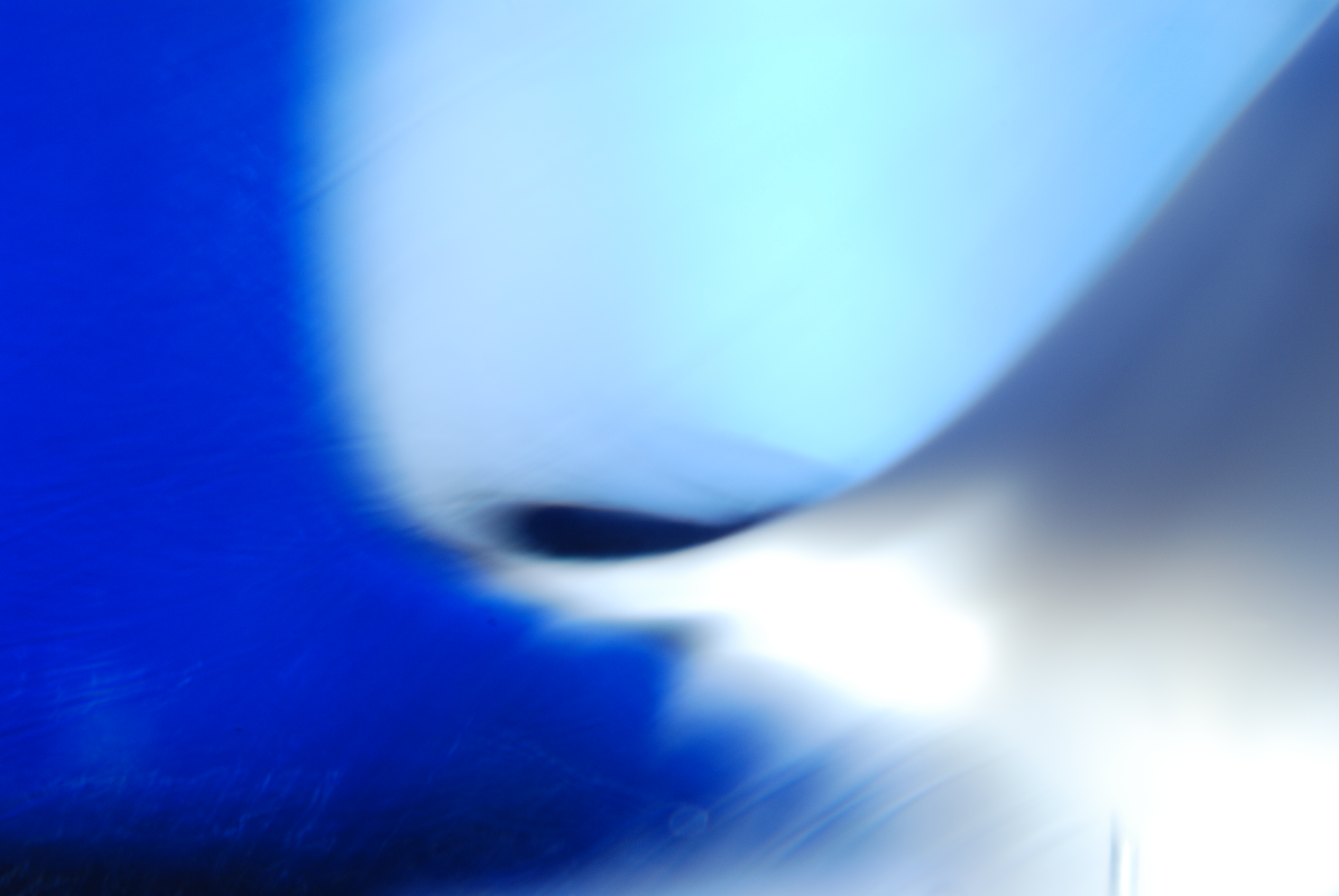
Esta fotografía macroscópica distingue poca información sobre la naturaleza de su objeto

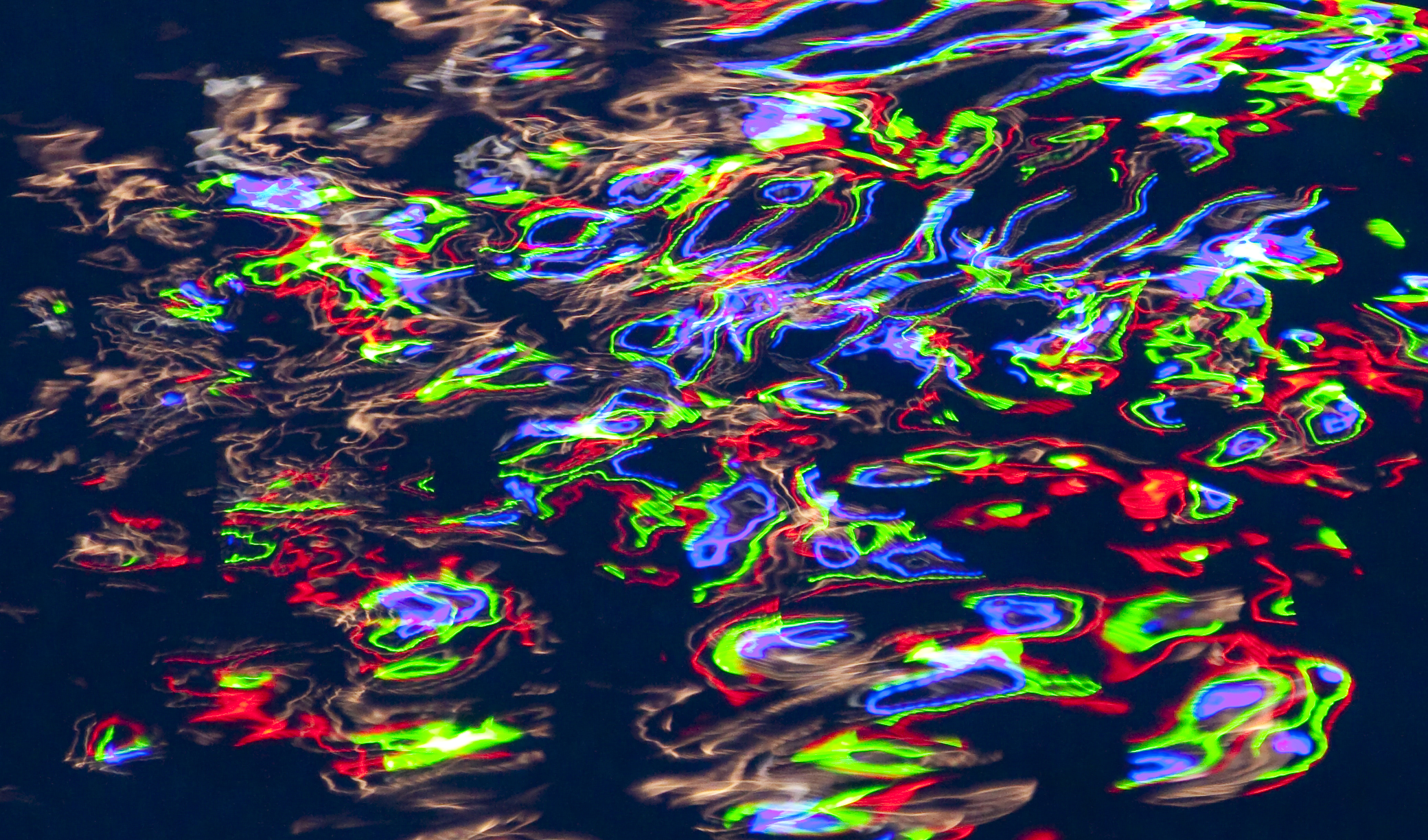
El reflejo y el movimiento se combinan como escenario para que la iluminación se vuelva abstracta

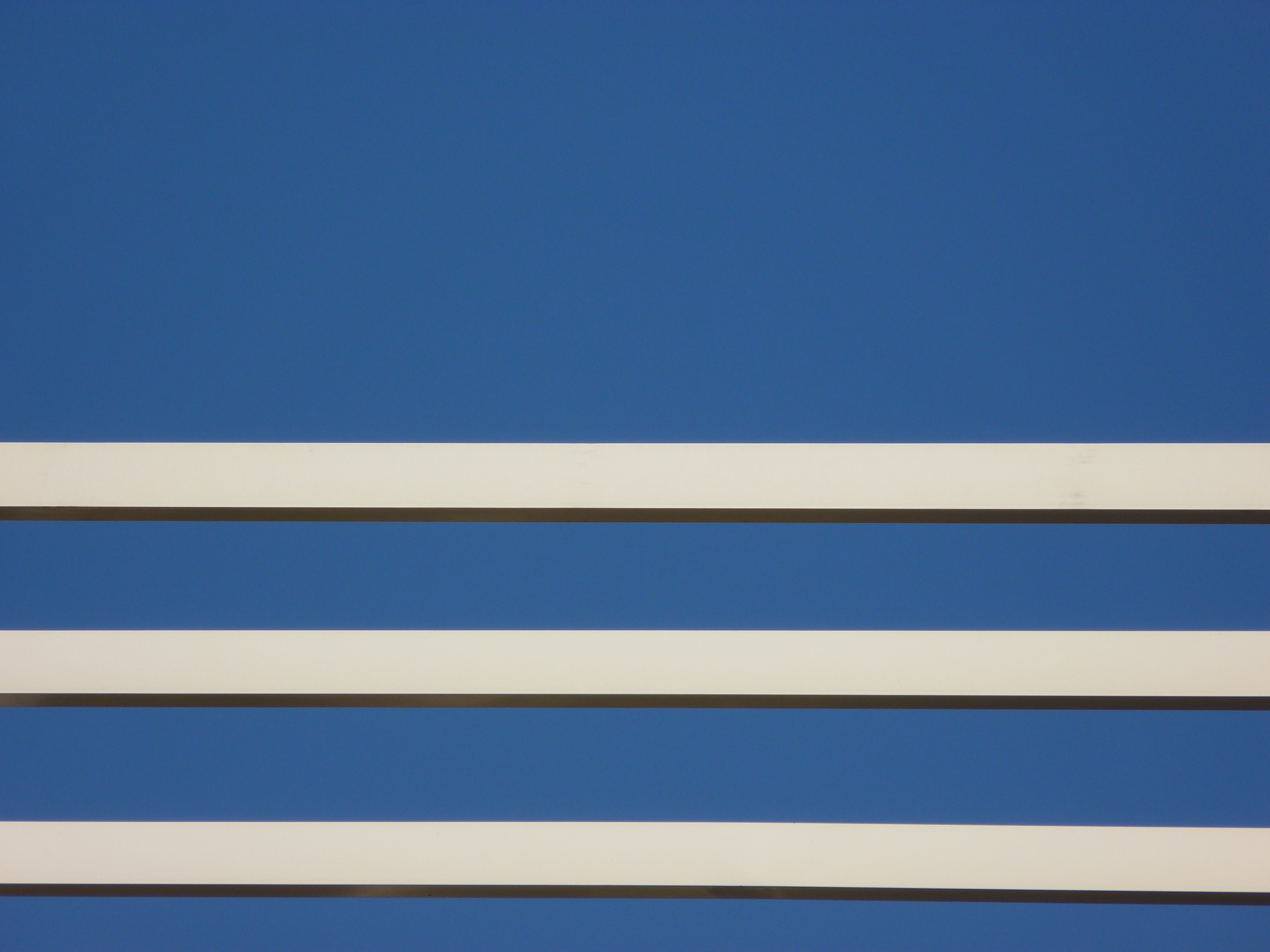
No se describe el tipo de esta estructura

La fotografía abstracta, a veces llamada fotografía no objetiva, experimental o conceptual, es un medio de representar una imagen visual que no tiene una asociación inmediata con el mundo de los objetos y que ha sido creada mediante el uso de equipos, procesos o materiales fotográficos. Una fotografía abstracta puede aislar un fragmento de una escena natural con el fin de eliminar su contexto inherente al espectador, puede estar escenificada a propósito para crear una apariencia aparentemente irreal a partir de objetos reales, o puede implicar el uso del color, la luz, la sombra, la textura, la forma y/o la figura para transmitir un sentimiento, una sensación o una impresión. La imagen puede producirse utilizando equipos fotográficos tradicionales como una cámara, un cuarto oscuro o un ordenador, o puede crearse sin utilizar una cámara manipulando directamente la película, el papel u otros medios fotográficos, incluidas las presentaciones digitales.

## Definición de la fotografía abstracta
No existe una definición común del término «fotografía abstracta». Los libros y artículos sobre el tema incluyen desde una imagen completamente representativa de un tema abstracto, como las fotografías de Aaron Siskind de pintura descascarillada, hasta imágenes totalmente no representativas creadas sin cámara ni película, como los grabados y libros fabricados de Marco Breuer. El término incluye una amplia gama de representaciones visuales y es explícito en su categorización de un tipo de fotografía que es visiblemente ambiguo por su propia naturaleza.
Muchos fotógrafos, críticos, historiadores del arte y otros han escrito o hablado sobre la fotografía abstracta sin intentar formalizar un significado específico. Alvin Langdon Coburn en 1916 propuso que se organizara una exposición con el título de "Fotografía Abstracta", para la cual el formulario de inscripción indicaría claramente que "no se admitirá ninguna obra en la que el interés del tema sea mayor que la apreciación de lo extraordinario". La exposición propuesta no se llevó a cabo, pero Coburn creó posteriormente algunas fotografías claramente abstractas.
El fotógrafo y profesor de psicología John Suler, en su ensayo Psicología fotográfica: Imagen y psique, decía que «una fotografía abstracta se aleja de lo que es realista o literal. Se aleja de las apariencias naturales y de los sujetos reconocibles en el mundo real. Algunos dicen incluso que se aleja del verdadero significado, de la existencia y de la propia realidad. Se aparta del conjunto concreto y su propósito depende, en cambio, del significado conceptual y del formulario intrínseco.... Esta es la prueba de fuego: Si miras una foto y hay una voz dentro de ti que dice '¿Qué es?'.... Pues ahí lo tienes. Es una fotografía abstracta».
Barbara Kasten, también fotógrafa y profesora, escribió que «la fotografía abstracta desafía nuestra visión popular de la fotografía como imagen objetiva de la realidad al reafirmar su naturaleza construida..... Liberada de su deber de representar, la fotografía abstracta sigue siendo un género comodín para la mezcla de medios y disciplinas. Es un escenario para poner a prueba la fotografía».
El fotógrafo y teórico de la fotografía alemán Gottfried Jäger utilizó el término «fotografía concreta», jugando con el término «arte concreto», para describir un tipo particular de fotografía abstracta. Decía:
- "La fotografía concreta no representa lo visible (como la fotografía realista o la documental);
- No representa lo no visible (como la fotografía escenificada, la representativa);
- No recurre a los puntos de vista (como la fotografía analítica, conceptual y demostrativa).
- En cambio, establece la visibilidad. Es sólo visible, lo único visible.
- De este modo abandona su carácter de medio y gana carácter de objeto".[5]

Más recientemente, el artista conceptual Mel Bochner escribió a mano una cita de la Enciclopedia Británica que decía "La fotografía no puede registrar ideas abstractas" en una tarjeta de notas, luego la fotografió y la imprimió utilizando seis procesos fotográficos diferentes. Convirtió las palabras, el concepto y la visualización del concepto en arte en sí mismo, y al hacerlo creó una obra que presentaba otro tipo de fotografía abstracta, de nuevo sin definir el término en sí.

## Historia

### sigloXIX

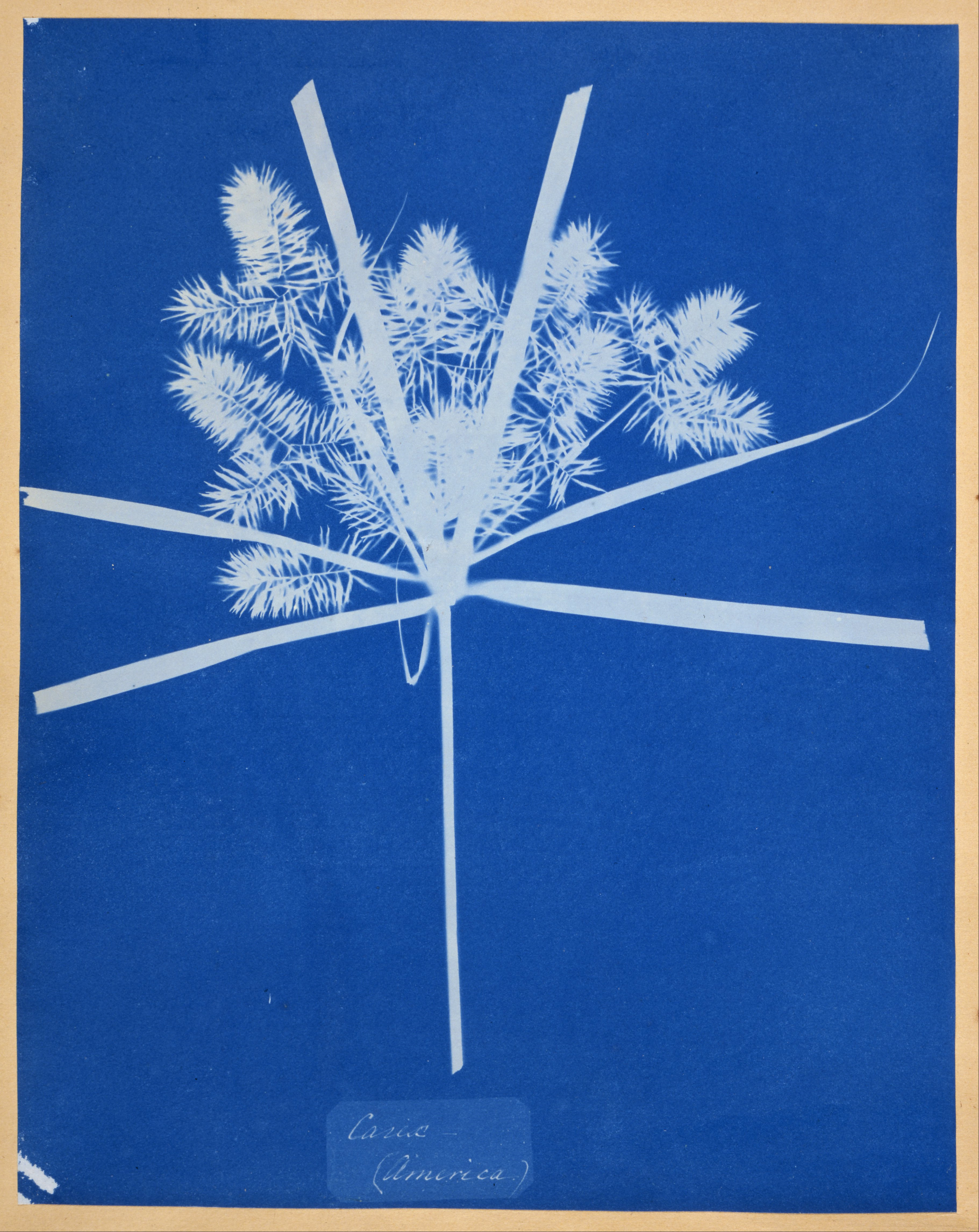
Anna Atkins - Carex (América) - Google Art Project

Algunas de las primeras imágenes de lo que puede llamarse fotografía abstracta aparecieron en la primera década después de la invención del oficio. En 1842 John William Draper creó imágenes con un espectroscopio, que dispersaba los rayos de luz en un patrón visible no registrado hasta entonces. Las impresiones que realizó no tenían ninguna referencia a la realidad del mundo visible que otros fotógrafos registraban entonces, y demostraron la capacidad sin precedentes de la fotografía para transformar lo que antes era invisible en una presencia tangible. Draper consideraba sus imágenes como registros científicos más que como arte, pero su calidad artística se aprecia hoy en día por su carácter innovador y su individualidad intrínseca.
Otra de las primeras fotógrafas, Anna Atkins en Inglaterra, produjo un libro autopublicado de fotogramas hechos colocando algas secas directamente sobre papel de cianotipia. Con la intención de realizar un estudio científico, las imágenes en blanco y azul tienen una calidad abstracta y etérea debido a la imagen en negativo y a la falta de contexto natural de las plantas.
El descubrimiento de los rayos X en 1895 y de la radiactividad en 1896 provocó una gran fascinación del público por cosas que antes eran invisibles o no se veían. En respuesta, los fotógrafos comenzaron a explorar cómo podían capturar lo que no podía ser visto por la visión humana normal.
Por esta misma época, el autor y artista sueco August Strindberg experimentó con el sometimiento de soluciones salinas en placas fotográficas al calor y al frío. Las imágenes que produjo con estos experimentos eran representaciones indefinidas de lo que no podía verse de otra manera y eran completamente abstractas en su presentación.
A principios de siglo, Louis Darget, en Francia, intentó captar imágenes de procesos mentales presionando placas no expuestas sobre la frente de las personas sentadas e instándolas a proyectar imágenes de sus mentes sobre las placas. Las fotografías que produjo eran borrosas e indefinidas, pero Darget estaba convencido de que lo que él llamaba "vibraciones del pensamiento" no se distinguía de los rayos de luz.

### sigloXX
Durante la primera década del siglo XX se produjo una oleada de exploración artística que aceleró la transición en la pintura y la escultura desde el Impresionismo y el Posimpresionismo hasta el Cubismo y el Futurismo. A partir de 1903, una serie de exposiciones anuales de arte en París, llamada Salón de otoño, presentó al público la visión radical de artistas como Paul Cézanne, Pablo Picasso, Marcel Duchamp, Francis Picabia, František Kupka y Albert Gleizes. Jean Metzinger. Una década más tarde, el Armory Show de Nueva York provocó un escándalo al mostrar obras completamente abstractas de Vasili Kandinski, Georges Braque, Marcel Duchamp, Robert Delaunay y otros.
El interés del público por el arte abstracto, y a veces su repulsión, fue debidamente observado por algunos de los fotógrafos más creativos de la época. Hacia 1910, en Nueva York Alfred Stieglitz comenzó a exponer a pintores abstractos como Marsden Hartley y Arthur Dove en su galería de arte 291, que hasta entonces sólo había expuesto fotografía pictórica. Fotógrafos como Stieglitz, Paul Strand y Edward Steichen experimentaron con temas representativos fotografiados en composiciones abstractas.
Las primeras imágenes expuestas públicamente que ahora se reconocen como fotografías abstractas fueron una serie llamada Patrones simétricos de formas naturales, expuesta por Erwin Quedenfeldt en Colonia en 1914. Dos años más tarde, Alvin Langdon Coburn comenzó a experimentar con una serie que llamó Vortografías. Durante un periodo de seis semanas en 1917, tomó unas dos docenas de fotografías con una cámara equipada con un prisma multifacético. Las imágenes resultantes no guardaban relación con las realidades que veía ni con sus anteriores retratos y paisajes urbanos. Escribió: "¿Por qué no debería la cámara deshacerse de los grilletes de las representaciones contemporáneas? ¿Por qué, lo pregunto seriamente, tenemos que seguir haciendo pequeñas exposiciones comunes...?".
En las décadas de 1920 y 1930 aumentó considerablemente el número de fotógrafos que exploraban la imaginería abstracta. En Europa, Praga se convirtió en un centro de fotografía de vanguardia, con František Drtikol, Jaroslav Rössler, Josef Sudek y Jaromír Funke creando fotografías influenciadas por el cubismo y el futurismo. Las imágenes de Rössler, en particular, fueron más allá de la abstracción representativa y se convirtieron en puras abstracciones de luz y sombra.
En Alemania y más tarde en Estados Unidos, László Moholy-Nagy, líder de la escuela del modernismo Bauhaus, experimentó con las cualidades abstractas del fotograma. Decía que "las posibilidades más asombrosas quedan por descubrir en la materia prima de la fotografía" y que los fotógrafos "deben aprender a buscar, no la 'imagen', no la estética de la tradición, sino el instrumento ideal de expresión, el vehículo autosuficiente de la educación".
Algunos fotógrafos de esta época también superaron los límites de la imagen convencional al incorporar las visiones del surrealismo o el futurismo en su trabajo. Man Ray, Maurice Tabard, André Kertész, Curtis Moffat y Filippo Masoero fueron algunos de los artistas más conocidos que produjeron imágenes sorprendentes que cuestionaban tanto la realidad como la perspectiva.
Tanto durante como después de la Segunda Guerra Mundial, fotógrafos como Minor White, Aaron Siskind, Henry Holmes Smith y Lotte Jacobi exploraron composiciones de objetos encontrados de manera que demostraron que incluso nuestro mundo natural tiene elementos de abstracción incrustados.
En 1950, Frederick Sommer abrió un nuevo camino al fotografiar objetos encontrados que habían sido reordenados a propósito, lo que dio lugar a imágenes ambiguas que podían ser interpretadas ampliamente. Decidió titular una imagen enigmática en particular El Bosque Sagrado, según el ensayo de T.S. Eliot sobre la crítica y el significado.
La década de 1960 estuvo marcada por la exploración desinhibida de los límites de los medios fotográficos de la época, empezando por los fotógrafos que ensamblaban o reensamblaban sus propias imágenes y/o las encontradas, como Ray K. Metzker, Robert Heinecken y Walter Chappell.

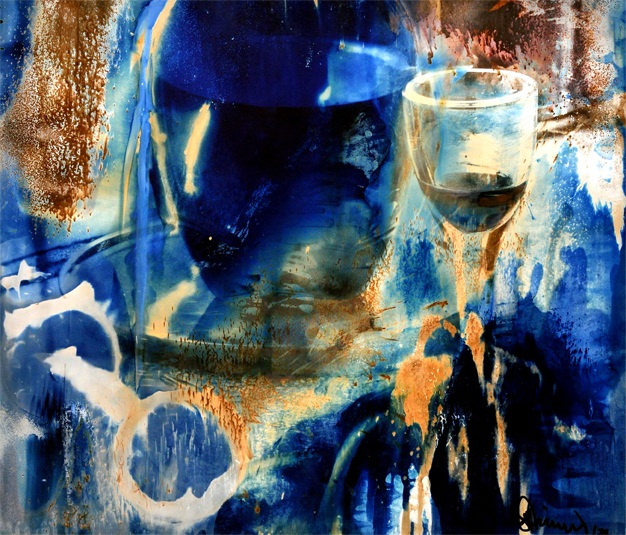
Josef H. Neumann: Quimógrafo Gustav I 1976

A mediados de la década de 1970, Josef H. Neumann desarrolló los quimiogramas, que son productos tanto del revelado fotográfico como de la pintura sobre papel fotográfico. Antes de la difusión de los ordenadores y del uso de programas de tratamiento de imágenes, el proceso de creación de quimiogramas puede considerarse una forma temprana de posproducción analógica, en la que la imagen original se altera tras el proceso de ampliación. A diferencia de los trabajos de digital posproducción cada quimiograma es una pieza única.

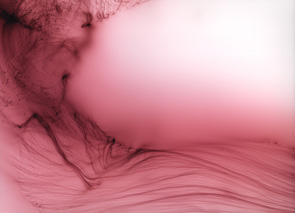
Wolfgang Tillmans - Freischwimmer 26, 2003

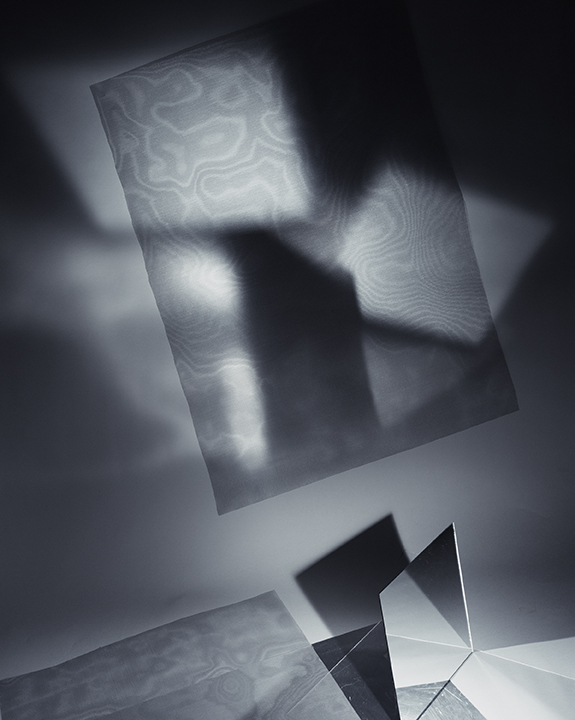
Barbara Kasten - Escena III, 2012

A finales de la década de 1970, los fotógrafos ampliaron los límites de la escala y la superficie en lo que entonces era un medio fotográfico tradicional que debía revelarse en un cuarto oscuro. Inspirada por la obra de Moholy-Nagy, Susan Rankaitis empezó a incrustar imágenes encontradas de libros de texto científicos en fotogramas a gran escala, creando lo que se ha llamado "un palimpsesto que hay que explorar casi como una excavación arqueológica". Más tarde realizó enormes construcciones interactivas para galerías que ampliaron las nociones físicas y conceptuales de lo que puede ser una fotografía. Se dice que su obra "imita la fragmentación de la mente contemporánea".
En la década de 1990, una nueva ola de fotógrafos estaba explorando las posibilidades de utilizar los ordenadores para crear nuevas formas de crear fotografías. Fotógrafos como Thomas Ruff, Barbara Kasten, Tom Friedman y Carel Balth creaban obras que combinaban fotografía, escultura, grabado e imágenes generadas por ordenador.

### sigloXXI
Una vez que los ordenadores y los programas de fotografía se hicieron ampliamente accesibles, las fronteras de la fotografía abstracta se ampliaron más allá de los límites de la película y la química hasta alcanzar dimensiones casi ilimitadas. Las fronteras que quedaban entre los artistas puros y los fotógrafos puros fueron eliminadas por individuos que trabajaban exclusivamente en fotografía pero que producían únicamente imágenes generadas por ordenador. Entre los más conocidos de la generación de principios del siglo XXI se encuentran Gaston Bertin, Penelope Umbrico, Ard Bodewes, Ellen Carey, Nicki Stager, Shirine Gill, Wolfgang Tillmans, Harvey Lloyd y Adam Broomberg & Oliver Chanarin.